# شاندور ایوادی
شاندور ایوادی (انگلیسی: Sándor Ivády; ۱ مهٔ ۱۹۰۳ – ۲۱ دسامبر ۱۹۹۸) بازیکن واترپلو اهل مجارستان بود.